# Huldigungsschrift
Huldigungsschriften gehören zur Gattung der Gelegenheitsschriften. Aus dem 16. bis 20. Jahrhundert sind zahlreiche Beispiele überliefert. Die Abgrenzung zu ähnlichen Textsorten ist mitunter terminologisch unklar. 
Anlässe

Huldigungsschrift zum Namenstag von Herzog Wilhelm Ernst (Sachsen-Weimar), 1726. Herzogin Anna Amalia Bibliothek, Weimar, Signatur Huld gr C 8

Der ursprüngliche Zusammenhang mit der Huldigung (lat. Homagium), zu der es vor allem zum Herrschaftsantritt, zur Krönung oder dem Einzug von Fürsten in ihre Residenzen kam, trat schon bald in den Hintergrund. Größere Bedeutung erlangte dagegen die Funktion von Huldigungsschriften im Rahmen von Zeremonien und höfischen Feierlichkeiten. Neben den genannten Anlässen waren auch Geburtstage, Namenstage, Jubiläen, die Genesung von Krankheiten und zahlreiche weitere Ereignisse Anlass für die Überreichung solcher Schriften.
Form
Huldigungsschriften kommen als Drucke auf Papier, Pergament, Seide und andere kostbare Materialien sowie als Handschriften in den unterschiedlichsten Formaten vor. Eine Sonderform stellen huldigende Texte auf Stoff- zumeist Seiden-Bändern – sogenannte Vivat-Bänder (auch Widmungs- und Gedenkbänder) – dar. Außer Prosa oder Lyrik kommt kleineren dramatischen und musikalischen Formen wie dem Singspiel und dem Dramolett besondere Bedeutung zu.
Ausstattung
Huldigungsschriften waren häufig mit besonders kostbaren Einbänden und Umschlägen aus Damast, Pergament oder kunstvollen Buntpapieren ausgestattet. Besondere typographische Sorgfalt, Dekor und Ausmalungen aller Art, die Gestaltung als Figurengedicht und malerische Beigaben sowie Noten gehören zur häufig vorkommenden Ausstattung der Werke.
Verfasser und Gehuldigte
Verfasser von Huldigungsschriften waren einfache Bürger, Schüler, Vereine und Gesellschaften, aber auch Amts- und Würdenträger sowie bildende Künstler, Schriftsteller und Musiker. Als Gehuldigte kommen neben Fürsten auch prominente Bürger vor.